# Бисмарк (архипелаг)
Вижте пояснителната страница за други значения на Бисмарк.
Бисмарк (на английски: Bismarck Archipelago) е архипелаг от Меланезия, владение на Папуа Нова Гвинея. Архипелагът включва големите острови Нова Британия и Нова Ирландия, островната група Адмиралтейски острови и други по-малки острови.
Архипелагът е бил германска колония до края на Първата световна война, след което преминава към Великобритания, а понастоящем е част от Папуа Нова Гвинея.

## История
Първите заселници на архипелага пристигат преди около 30 – 40 хиляди години. Вероятно те са пристигнали от Нова Гвинея с лодки през Новогвинейско море. По-късно архипелагът е населяван от културата Лапита.
Първият европеец, пристигнал на островите, е холандският изследовател Вилем Схаутен през 1616 г. Островите не представляват интерес за европейците до 1884 г., когато са анексирани като германски протекторат в рамките на Германска Нова Гвинея. Районът е кръстен в чест на германския канцлер Ото фон Бисмарк.
На 13 март 1888 г. изригва вулкан на остров Ритер, което предизвиква мегацунами. Почти целият вулкан изпада в океана, оставяйки малко кратерно езеро. След избухването на Първата световна война австралийски части превземат островите през 1914 г., а след войната Австралия ги управлява като мандатна територия. През Втората световна война архипелагът е окупиран от Японската империя. След войната той отново е австралийско владение до септември 1975 г., когато е включен в състава на обявилата независимост Папуа Нова Гвинея.

## География
Архипелагът Бисмарк включва основно вулканични острови с обща площ от 49 700 km2. Той обхваща Новогвинейско море и лежи върху Северната плоча Бисмарк, Южната плоча Бисмарк и плочата Манус. Протокът между островите Нова Британия и Нова Ирландия се нарича Свети Георги, по името на едноименния проток между Великобритания и Ирландия.
Етническият състав на архипелага включва главно меланизйци и папуаси. По-големи население места са: Рабаул (о. Нова Британия), Кавиенг (о. Нова Ирландия), Лоренгау (Адмиралтейски острови).
Отглеждат се кокосови и бананови палми, захарна тръстика, тютюн и памук. Развит е риболовът е отглеждането на перли.